# Marcel-Frédéric Lubin-Lebrère
Marcel-Frédéric Lubin-Lebrère (* 20. Juli 1891 in Agen; † 7. Juli 1972 in Toulouse) war ein französischer Rugby-Union-Spieler. Er war von 1914 bis 1925 Nationalspieler und gewann 1924 mit der französischen Auswahl die Silbermedaille beim olympischen Rugbyturnier. Er spielte zu Beginn seiner Karriere als Prop, später auch als Lock.
Lubin-Lebrère begann seine Rugby-Karriere in seiner Heimatstadt bei der SU Agen und spielte später bei US Montauban sowie bei Stade Toulousain. Mit Toulouse erreichte viermal in Folge das Endspiel um die französische Meisterschaft. Nach einem verlorenen Endspiel 1921 wurde er 1922, 1923 und 1924 dreimal in Folge Meister.
Sein Debüt für Frankreich gab er beim Eröffnungsspiel der Five Nations 1914 am Neujahrstag gegen Irland. Jedoch wurde Lubin-Lebrères Laufbahn nach nur drei Länderspielen durch den Ersten Weltkrieg unterbrochen, in dem er ein Auge verlor, aber nach dem Krieg trotzdem erfolgreich weiter Rugby spielte. 1920 setzte er seine internationale Karriere fort. Neben den Spielen bei den Five Nations gehörte er zwar zum Kader für das Spiel gegen die US-Auswahl bei olympischen Turnier, kam aber nicht zum Einsatz. Am Vorabend des Auswärtsspiels in Dublin wurde Lubin-Lebrère, der kein Wort Englisch sprach, von britischen Militärpolizisten in einem Pub verhaftet, weil er in den Chor der Marseillaise eingestimmt hatte, die von irischen Unabhängigkeitskämpfern als Symbol ihres Republikanismus und Nationalismus gesungen worden war. Nur durch die Fürsprache eines in Dublin auf Geschäftsreise befindlichen französischen Politikers wurde er rechtzeitig vor dem Spiel aus der Haft entlassen. 1924 gehörte er nicht nur zum Kader Frankreichs für die Olympischen Spiele, sondern kam auch im Endspiel gegen die Eagles zum Einsatz. Wieder am Neujahrstag gegen Irland beim Eröffnungsspiel eines Five-Nations-Turnier spielte er 1925 ein letztes Mal für die XV de France.
Neben und nach seiner Rugbyzeit war Lubin-Lebrère beim Rathaus in Toulouse angestellt, weshalb er den Spitznamen „Monsieur le Maire“ erhielt.